# Молдавская демократическая республика

Территория Бессарабской губернии

Молда́вская демократи́ческая респу́блика, МДР (молд. Republica Democratică Moldovenească, RDM; Република Демократикэ Молдовеняскэ; в советских и российских источниках — Молдавская Народная Республика) — государство, провозглашённое на территории бывшей Бессарабской губернии (ныне — бо́льшая часть территории современной Молдовы), как часть Российской Республики 2 (15) декабря 1917 года, но 6 (19) января 1918 года было оккупировано Румынией, и включено в состав 27 марта (9 апреля) того же года, а уже 10 декабря того же года была ликвидирована указом короля Фердинанда I.
Государство в первые месяцы своего существования только частично контролировало свою территорию. Аккерманский уезд контролировался большевиками и Одесской советской республикой. На территории МДР шли бои между подразделениями иностранных армий: румынской армией, РККА и войсками Украинской Народной Республики. В итоге Сфатул Цэрий (Краевой Совет), верховный орган управления страны, проголосовал за ввод румынских войск на территорию провозглашённой ним республики. Таким образом, государство оказалось полностью под контролем Румынии. После этого в Сфатул Цэрий состоялось голосование, на котором под давлением румынской армии, было принято решение включить МДР в состав Румынии на условиях обычного уезда.

## Государственное устройство и положение республики

### Население
В Молдавской демократической республике проживало около 2 700 000 человек. Основу населения государства составляли молдаване, которые в своём большинстве проживали в центральных районах Бессарабии. Меньше всего молдаван проживало в южных регионах МДР — Буджаке. В республике также были национальные меньшинства — русские, украинцы, гагаузы, немцы, болгары, евреи, цыгане, албанцы и проч. Из национальных меньшинств в начале XX века в Бессарабии проживало около 20 % украинцев, 11 % евреев, около 8 % русских, среди них липоване — старообрядцы, бежавшие в XVIII веке в дельту Дуная, 5 % болгар, 4 % гагаузов, 0,6 % цыган.
В южной части Буджака романоязычные народы составляли 27 % населения, возле Белгород-Днестровского — 23 %.

### Флаг, гимн и герб
За время своего существования Молдавская Демократическая Республика использовала все три главных атрибута, олицетворявших её государственность: общерумынский сине-жёлто-красный этнический триколор, общерумынский революционный гимн «Пробуждайся, Румын!» и исторический герб Бессарабской губернии, основанный на гербе средневекового Молдавского княжества.

Гербовый флаг МДР — в соответствии с цветами герба. Предложен П. Горе

Молдавская демократическая республика имела герб и два варианта флага, но ни один не был утверждён официально.
По сообщениям молдавских источников, флагом Республики был горизонтальный триколор из синего, жёлтого и красного цветов (цветов герба Бессарабской губернии без учёта романовской чёрно-жёлто-серебряной каймы). «Духовным автором» этого флага называют Павла Горе — лидера Молдавской национальной партии. Также был популярен и использовался как флаг республики красно-синее полотнище, порядок цветов которого не был установлен. Его могли вешать вверх любой стороной: как красной, так и синей. Такая раскраска флага объяснялась тем, что его получали с помощью выпарывания белой полосы из российского флага. Эти цвета флага предусматривались Органическим регламентом 1832 года для Западной Молдавии.
Герб МДР был похож на герб Молдавского княжества, так как его центральной частью была голова тура, окружённая полумесяцем, звездой и розой. Все элементы герба находились на щите.

### Границы
Чётких границ у МДР не существовало. Несмотря на это, западная граница республики проходила по бывшей российско-румынской границе, проходившей по рекам Пруту и Дунаю. На юге западная граница выходила к Чёрному морю, а на севере она ничем не ограничивалась. Узкое пространство между Прутом и Днестром на севере Бессарабии граничило с Буковиной, принадлежавшей Австро-Венгрии. Там также не было чётких границ. Согласно Третьему универсалу Украинской народной республики, её граница проходила по реке Днестру. Одновременно эта река служила границей МДР, хотя долгое время вопрос о восточной границе Молдавии был открытым. Восточные рубежи республики также ограничивались на юге Чёрным морем.
МДР граничила на западе с королевством Румыния, на северо-западе — с Австро-Венгрией. На востоке поочерёдно сменялись соседи республики — УНР, Одесская Советская Республика, Бессарабская Советская Социалистическая Республика (образована уже после присоединения МДР к Румынии, но до ликвидации молдавской автономии). Все эти республики претендовали на молдавские территории.

### Территориальное деление
Столицей республики стал Кишинёв. Молдавская демократическая республика, как и Бессарабская губерния, делилась на 8 уездов. Это были Аккерманский уезд (центр в Аккермане), Бельцкий (центр — Бельцы), Бендерский (центр — Бендеры), Измаильский (центр — Измаил), Кишинёвский (центр — Кишинёв), Оргеевский (центр — Оргеев), Сорокский (центр — Сороки) и Хотинский (центр — Хотин). Для облегчения управления уездами Сфатул Цэрий назначил в каждый из уездов своего коменданта.
Не имея чётких границ, МДР лишь частично контролировала свою территорию, в регионе фактически не было единовластия, так как часть Бессарабии признавала власть Советов рабочих, солдатских и крестьянских депутатов и Военно-революционного комитета Южного региона.
Аккерманский уезд был подконтролен Одесской Советской Республике, однако в марте 1918 года румынские войска взяли штурмом Белгород-Днестровский и завершили занятие Бессарабии.

### Органы власти

Флаг Сфатул Цэрий

По сути, МДР являлась парламентской республикой. Её парламент — Сфатул Цэрий (Совет края, Краевой совет) возник раньше самой республики 4 декабря 1917 года. В Сфатул Цэрий председателем стал эсер Ион Инкулец, вице-председателем — П. Н. Халиппа. Исполнительным органом Сфатул Цэрий стал Директорат — Совет генеральных директоров. Совет генеральных директоров состоял из председателя и директора сельского хозяйства П. Ерхана, директора по внутренним делам В. Кристи, директора по коммуникациям Н. Боси-Кодряну, директора по образованию Ш. Чобану, директора по финансам Т. Ионку, директора по военным делам Т. Кожокару, директора юстиции М. Савенко, директора по иностранным делам И. Пеливана, директора по промышленности и торговле В. Гринфельда.
Этот оган государственной власти избирался народным голосованием, в 1917 году состоялись единственные выборы в Сфатул Цэрий. В парламенте большинство мест из 150 принадлежало молдаванам — 105 мандатов, ещё 15 мест занимали украинцы, 13 — евреи, 6 — русские, 3 — болгары, 2 — немцы, ещё 2 — гагаузы, по одному мандату принадлежало поляку, греку и армянину. Национальность одного депутата неизвестна.
Сфатул Цэрий решал важнейшие государственные дела. Так, именно он провозгласил о создании МДР, а позже проголосовал за вхождение республики в состав Румынии. Сфатул Цэрий и Директорат были упразднены указом короля Румынии 10 декабря 1918 года, уже после того, как МДР попала в состав Румынии.
В молодой республике предпринимались попытки создать свою конституцию. В марте 1918 года группа молдавских юристов разработала конституцию МДР, которая так и не стала основным законом страны. Директорат пытался организовать общественную жизнь страны. Министры хотели создать армию, разработать законы, упорядочить местную власть в регионах республики. Ничего этого не было создано, так как после вхождения Молдавии в состав Румынии потеряло смысл.

## Политическая история

### Создание
После победы Октябрьской революции в Петрограде по всей Бессарабии активизировалась деятельность Советов, в которых значительное место занимали большевики. Резолюция о признании Советской власти была принята сначала в Бендерах на совместном заседании партий эсеров и социал-демократов с профсоюзами города, прошедшем 28 октября 1917 года. Кишинёвский Совет признал Советскую власть 22 ноября. В Тирасполе были предприняты попытки превращения Советов в орган власти. Сложившаяся ситуация, а также беспорядки в деревне и курс Центральной Рады Украины на независимость заставили Сфатул Цэрий (Совет Края) 2(15) декабря 1917 года принять декларацию, провозглашавшую образование Молдавской демократической республики:

«…В настоящий грозный, исторический момент единственный путь спасения Российской Демократической Республики — в организации её народов на принципе государственного национально-территориального самоопределения. Основываясь на этом принципе, — в целях восстановления государственного порядка и во имя закрепления завоеваний Революции, — Басарабия, в силу своего исторического прошлого, объявляется отныне Молдавской Народной Республикой, входящей, как равноправный член, в состав единой Российской Федеративной Демократической Республики».

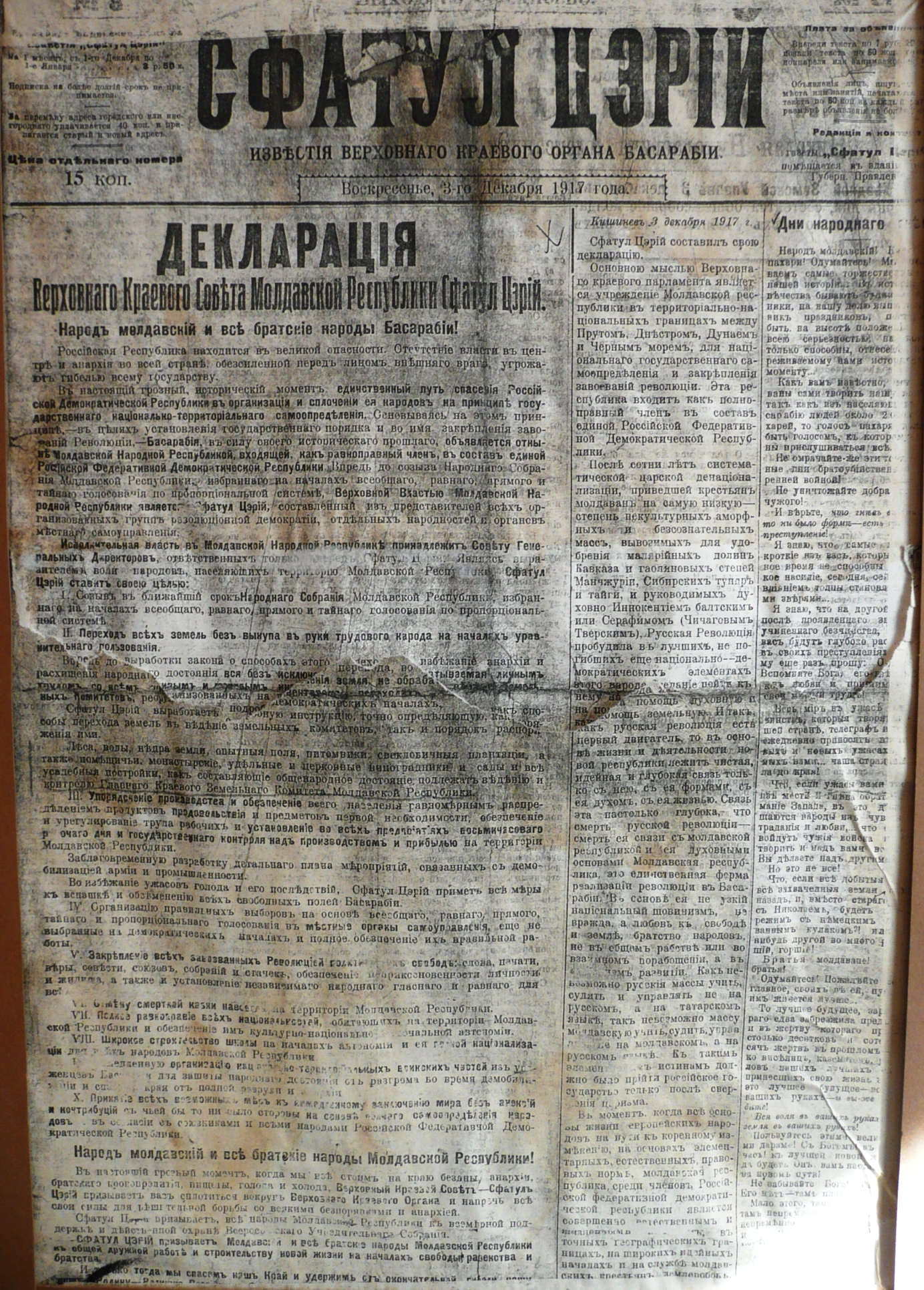
Декларация о провозглашении Молдавской Народной Республики

В Сфатул Цэрий шли дебаты по поводу названия республики. Одним из вариантов была «Бессарабская республика». Но победила точка зрения П. Ерхана, который настаивал, что «название республике нужно дать по имени того народа, который преобладает численно в Бессарабии».
Декларация об образовании МДР предусматривала защиту демократических прав и свобод, передачу земли крестьянам без выкупа, восьмичасовой рабочий день, контроль над производством и потреблением, обеспечение населения товарами первой необходимости и питанием, увеличение заработной платы, образование национальной армии, равные права для всех национальностей и т. п. В сущности эта декларация повторяла декларацию о создании самого Сфатул Цэрий. На деле правительство МНР, объявив недействительным Декрет о земле, принятый советским правительством, взяло все земли в своё владение (до решения вопроса «в законодательном порядке»).
Депутаты Сфатул Цэрий проинформировали официальной телеграммой правительство в Петрограде. Новая республика была признана Петроградским Советом и Советом Народных Комиссаров. Кишинёвский совет эсеров и социал-демократов гарантировал поддержку в претворении в жизнь декретов о мире, земле и рабочем контроле.
Итак, братья, вижу, что вы решили приобрести то, что вам полагается — права и автономию. Но я спрашиваю вас, братья, мои братья и родственники мои, — ибо мы, молдаване, происходим от одной крови — кому оставляете нас, молдаван? Почему мы оторваны от Молдовы и живем на другом берегу Днестра?… Если вы забудете нас, мы будем рыть берег Днестра и направим воду по ту сторону нашей земли, ибо лучше, чтобы река изменила своё течение, чем нам остаться разделёнными друг от друга…
Молдаване левобережья Днестра также принимали активное политическое участие в создании республики. Там их численность к началу XX века составляла около 50 % населения, и эта территория (в наше время известная как Приднестровье) собиралась примкнуть к МДР. Сразу после провозглашения образования Молдавской демократической республики в Кишинёве состоялся съезд солдат левобережья Днестра, где обсуждалось возможное присоединение этого региона к МДР. Впоследствии в Григориополе и Тирасполе произошло ещё несколько молдавских съездов, на которых присутствовали представители Сфатул Цэрий. На съездах были приняты решения о культурном и политическом единстве Бессарабии и левобережья Днестра и расширении территории МДР за счёт современного Приднестровья, но это так и не было реализовано в связи со сложной политической ситуацией.

### Политическая ситуация в республике
7 декабря 1917 года был организован Совет Генеральных Директоров (правительство), состоящий из девяти генеральных директоров (министров) во главе с П. Ерханом, который одновременно был и министром сельского хозяйства. Были назначены комиссары в уездах, делались попытки создания армии, создавались комитеты по выработке законов. Однако Сфатул Цэрий не располагал ни административными, ни финансовыми возможностями для поддержания общественного порядка в республике.
Тем временем возросло влияние Советов: создавались отряды Красной Гвардии, из тюрьмы освобождались политические заключённые, осуществлялся контроль над ценами и изымались товары у спекулянтов; ситуацию в деревне контролировали крестьянские комитеты, не допускавшие представителей Совета Генеральных Директоров и осуществлявшие захваты помещичьих земель; особенно осложняло обстановку присутствие остатков русской армии, к тому времени совершенно разложившейся. Солдаты молдавских частей отказывались принимать участие в подавлении аграрного движения.
После создания Молдавской демократической республики в Бессарабии воцарился хаос. Разные населённые пункты признавали разную власть — Российскую республику, Советскую Россию, молдавскую, украинскую, власть Одесской республики. В отдельных регионах Бессарабии и Буджака власти не было совсем. На управление юго-востоком Бессарабии и украинским Херсоном претендовал Румчерод, в исполкоме которого заседали большевики и левые эсеры. Румчероду также подчинялись все революционно настроенные войска региона, что осложняло положение в МДР. Российские войска, входившие в Румынский фронт, перешли на сторону Украинской Народной Республики. Командование этих войск старалось искоренить любые проявления большевизма в их рядах. Румчерод старался воспрепятствовать этому и вёл военные действия против частей бывшего Румынского фронта. Таким образом, на территории МДР велась война двух сил, не имевших никакого отношения к республике.

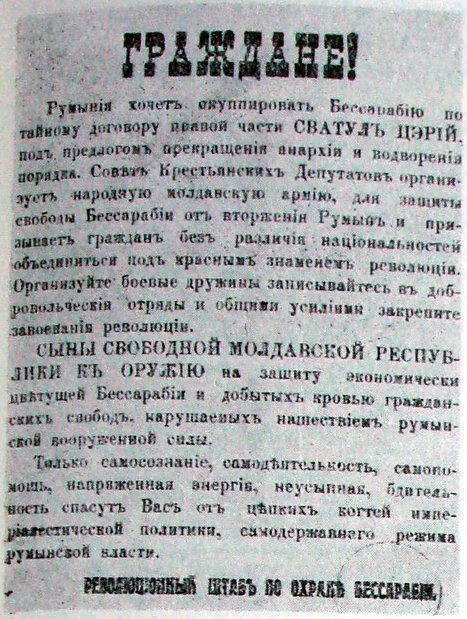
Воззвание революционного штаба по охране Бессарабии

В этих условиях лидеры Сфатул Цэрий начали вести переговоры с Центральной радой и румынским правительством о введении войск в Бессарабию. Сведения об этих переговорах просочились в прессу, что вызвало массовый протест населения. 5 (18) января 1918 года в Бессарабию вошли войска УНР, на следующий день – Румынии, заняли Леово и несколько приграничных сёл. Большевики Кишинёвского гарнизона смогли выставить заслон румынским войскам, а революционно настроенные солдаты взяли под контроль приграничную станцию Унгены.
После этих событий 20 декабря в Кишинёве и других городах были распространены прокламации, направленные против Сфатул Цэрий и обвиняющие его в продаже Бессарабии Румынии. Правительство МДР отвергало эти обвинения. 21 декабря в «Бессарабской жизни» была опубликована информация, что «сёла Погэнешть, Сарата Рэзешть и Войнешть окружены румынскими армиями, которые стреляют по населению». Резолюции, выражавшие протест против ввода румынских войск, опубликовали многие общественные организации, включая крестьянские съезды Хотинского и Бельцкого уездов, второй съезд Румчерода и другие.
11 (24) декабря в Кишинёве образован Военно-революционный комитет (ВРК) Южного района (во главе с М. Брянским). При содействии большевиков фронтового комитета Советы рабочих, солдатских и крестьянских депутатов (в Кишинёве, Бендерах, Бельцах, Измаиле, Килии, Аккермане и др. местах) приступили к формированию партизанских отрядов.
28 декабря 1917 года на заседании Сфатул Цэрий в Крестьянской фракции П. Ерхан поставил на голосование вопрос о необходимости ввода румынских войск «для борьбы с анархией, охраны продовольственных складов, железных дорог и заключения иностранного займа». Это предложение было принято большинством голосов (38). Военный министр МДР Г. Пынтя заявил:

…молдавское население, и в особенности солдаты-молдаване, были возбуждены и разгневаны тем, что придут румыны, чтобы отобрать у них землю, добытую в результате революции, и свободы, завоёванные после века страданий…

В тот же день в Кишинёве начал работу фронтотдел Румчерода, деятельность которого была направлена на подготовку сопротивления румынским войскам, которые готовились к вводу в Бессарабию.
Проведению в Бессарабии революционных преобразований большевиками помешала начавшаяся 5 (18) января 1918 года интервенция войск Центральной рады, а 6 (19) января — Румынии.

### Обострение ситуации
Товарищи! Наступила грозная минута! Все бедняки: молдаване, украинцы, великороссы, евреи, поляки и другие национальности, сплотитесь друг с другом от мала до велика; станьте грозной стеной на защиту земли и воли…
В первых числах января румынские войска перешли молдавскую границу и заняли города Болград, Кагул, Леово, Унгены и несколько сёл. 6 (19) января 1918 года была предпринята попытка войти в Кишинёв со стороны Раздельной отрядом трансильванцев. Против них выступили части фронтотдела Румчерода и молдавские отряды, которые были отправлены на поддержку румынским войскам Советом Генеральных Директоров, но перешли на сторону большевиков. Они разоружили трансильванцев и отправили их в Одессу.
8 (20) января румынские войска начали наступление на северные и южные районы Молдавской демократической республики. В ответ на это Бельцкий уездный совет крестьянских депутатов создал Революционный штаб по охране Бессарабии и красногвардейский отряд. Также был создан Революционный Комитет спасения Молдавской республики, состоявший из представителей Советов Кишинёва, Бендер, Тирасполя и Молдавского солдатского комитета полуострова Крым. Но силы были неравными, и после нескольких дней кровопролитных боёв революционный штаб покинул Кишинёв, 13 января его заняли румынские войска. 10 января в Аккермане состоялся Съезд Придунайских земств и самоуправлений, на котором была осуждена политика Румынии по отношению к Бессарабии. В тот же день в Болграде проходил Солдатский съезд 6-й армии. Румынские войска застали 6-ю армию врасплох, поэтому им противостояло всего 800 человек. Вечером город был занят 2 500 румынскими бойцами. Несмотря на это, оставшиеся части 6-й армии скрылись в местных сёлах и вели локальные бои против румынской армии. В частности, отступление было проведено в направлении подконтрольного большевикам Аккермана и Маяков.

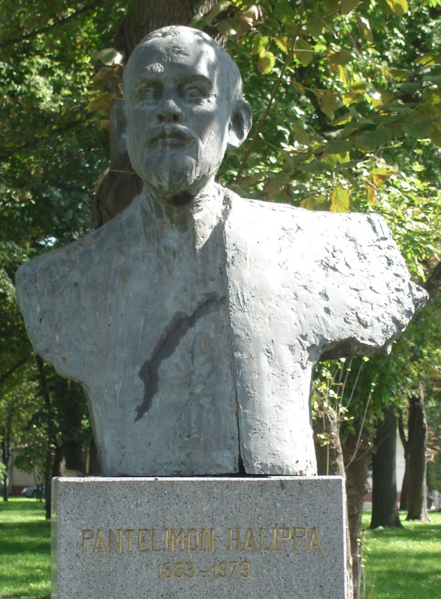
Бюст П. Н. Халиппы в Алба-Юлии

Власти Советской Украины и Советской России отреагировали на ввод румынских войск в Бессарабию тем, что порвали с ней все отношения. Таким образом, Румыния оказалась в состоянии войны с РСФСР и УССР. Украинская народная республика также выразила недовольство происходящим, и отправила в Румынию ноту с требованием прекратить продвижение румынских войск к Хотину.
15 января Сфатул Цэрий по инициативе И. Инкулеца провёл торжественное заседание в честь приёма румынского генерала Е. Броштяну. В своих заявлениях Сфатул Цэрий убеждал население, что румынские войска пришли лишь для борьбы с анархией и охраны железных дорог и складов. В то же время румынские войска занялись конфискацией имущества, ранее принадлежавшего Российской империи, за счёт чего надеялись поправить положение в послевоенной Румынии. Кроме имущества, конфискации подлежали продукты питания с продовольственных складов.
В это время север Молдавской демократической республики вплоть до Единец и Дондюшан был занят австро-венгерскими войсками, а четыре румынские дивизии, занявшие остальную часть Молдавии, предоставляли коридор для передислокации немецких войск в Одессу. В Кишинёве же начал работу Губернский крестьянский съезд, однако он был разогнан, а члены президиума — молдаване В. Рудьев, Которос, Прахницкий, И. Панцырь и украинец П. Чумаченко — были обвинены в антирумынизме и расстреляны по приказу коменданта Кишинёва Мовилэ.
18 (31) января в Кишинёве собрался III Бессарабский губернский съезд Советов, который высказался против отторжения региона от Советской России. Председатель съезда В.М. Руднев был арестован и расстрелян на следующий день по распоряжению румынских оккупационных властей. Вместе с ним были казнены ещё 45 депутатов.

### Бои румынских войск с местным населением
21 января румынские войска предприняли попытку занять Измаил. Это крупный речной порт, а ранее также город уездного значения. В Измаиле в годы Первой мировой войны находилась база Дунайской флотилии. Матросы флотилии оказали румынским войскам сопротивление, их поддержали местные рабочие, которые сформировали отдельный отряд. Однако 22 января город попал под контроль Румынии, так как в Измаиле царила политическая неразбериха. С одной стороны, часть местных властей подчинялась МДР, с другой — Румчероду.

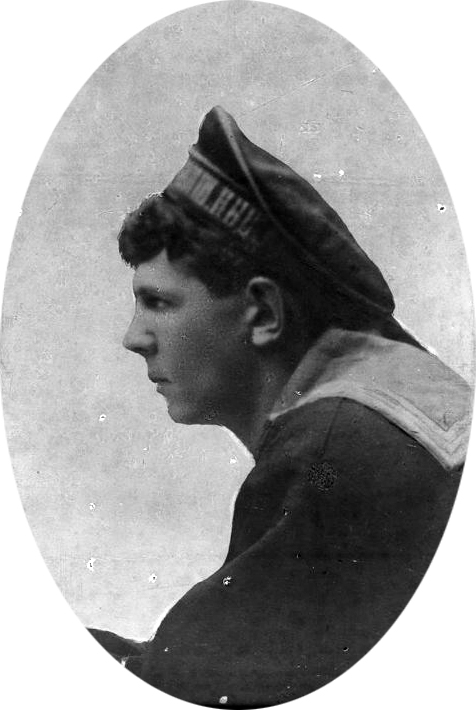
Матрос Железняк

23 января после взятия румынами Измаила Румчерод официально объявил Румынии войну. Штаб Румчерода тогда находился в Одессе, ему подчинялась череда местных органов самоуправления в Бессарабии. Тем временем румынские войска продолжали наступление вглубь региона, и 25 января была занята Килия — также стратегически важный порт. После взятия Килии на Дунае начались масштабные бои между Дунайской флотилией и румынским флотом. Суда Дунайской флотилии предприняли попытку прорваться к Измаилу, но атака была отражена. В ответ румынские войска предприняли контрнаступление по воде. С 30 января все бои на Дунае сосредоточились вокруг Вилково. Наступление по суше было невозможно, так как город со всех сторон окружён плавнями, поэтому центральное место отводилось флоту. Оборону Вилково организовал анархист Анатолий Железняков, также известный как Железняк. Ему из Севастополя по морю были высланы подкрепления — 1000 человек. Вилково было взято румынами только в начале февраля, что позволило им начать наступление на Татарбунары.
Тем временем 22 января 1918 года министр П. Ерхан информировал Сфатул Цэрий, что Украинская народная республика провозгласила независимость. 24 января (6 февраля) была принята декларация, согласно которой МНР объявлялась независимым государством, поскольку независимость объявила УНР, отрезав Бессарабию от Советской России. Сфатул Цэрий объявлялся верховным органом страны. Вновь заявлялось о скорейшем созыве Народного собрания и решении аграрного вопроса. Согласно декларации, «с прибытием на территорию нашей республики братских румынских войск, в стране создалась обстановка, благоприятствующая мирному созиданию во всех областях. Румынские войска имеют своей исключительной целью охрану железных дорог и хлебных запасов для фронта. Другой цели румынские войска на территории Молдаванской Республики не имеют. Все слухи о том, что они пришли для завоевания нашей страны и для установления здесь своего управления, не верны…» Гарантией этого «служит поручительство Франции, в согласии с Англией и Америкой, а также заявление представителей Румынии»[страница не указана 1089 дней]. Тем временем крупные бои велись возле Белгорода-Днестровского. С 28 по 30 января в городе шли уличные бои между сторонниками Центральной Рады УНР и большевиками. В итоге город ненадолго попал под контроль большевиков. Тем временем население Молдавии продолжало активное сопротивление румынским войскам.

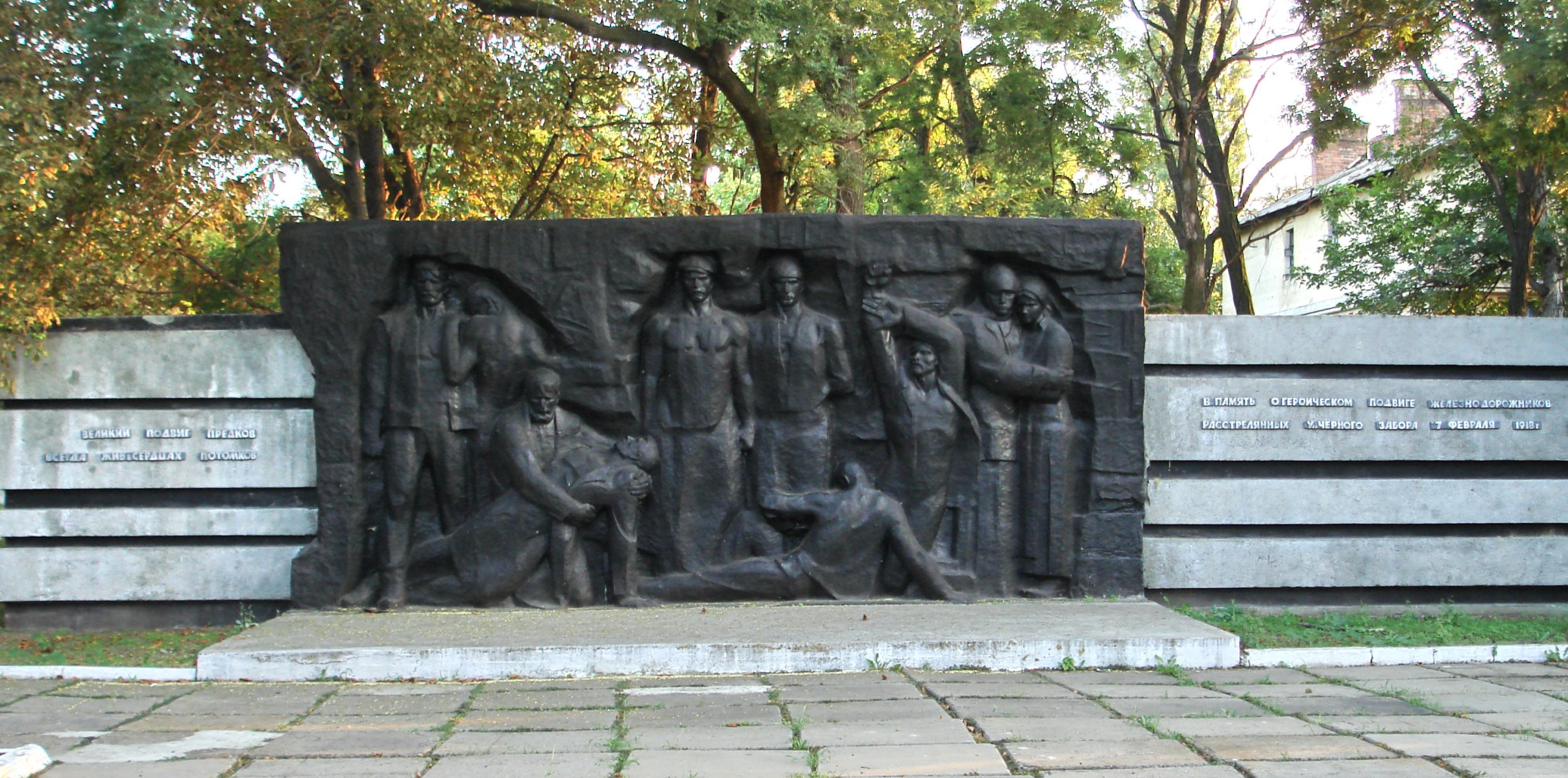
«Чёрный забор» в Бендерах

Обороной Бендер руководил бендерский штаб, возглавляемый Г. Борисовым (Старым), совместно с фронтотделом Румчерода. Первая попытка взять Бендеры была предпринята 29 января, но солдаты 5-го и 6-го Заамурских полков, рабочие отряды и ополченцы отстояли город. 2 февраля румынам удалось войти в город, но прибывшие из-за Днестра русские войска помогли рабочим отрядам и ополченцам выбить их из города. 7 февраля город всё-таки был взят. Румынские войска согнали возле здания паровозного депо около трёх тысяч человек, велели снять верхнюю одежду и целый день продержали на морозе. Около пятисот защитников города было расстреляно возле забора, который народ впоследствии назвал «Чёрным».
Тем временем румынская армия, заняв другие регионы Бессарабии, попыталась форсировать Днестр. Командующий группой войск Красной Армии на Украине М. Муравьёв быстро на это отреагировал, всего за сутки перебросив по железной дороге к Днестру 3000 своих бойцов. Он рассредоточил их вдоль всей реки, особенно крупная группировка находилась близ Бендер и Тирасполя. Ему помогала так называемая Особая Одесская армия, подчинявшаяся Одесской республике (но скоро ввиду своей малочисленности эта армия была переименована в Тираспольский отряд). Румынские войска предприняли ещё одну попытку форсировать Днестр, но та провалилась. После этого было подписано перемирие, а вся Бессарабия оказалась подконтрольной Румынии.
Однако большевики создали Верховную коллегию российско-румынских дел, которая своими требованиями к румынам покинуть Бессарабию спровоцировала возобновление войны. Дело в том, что большевики опасались взятия румынскими войсками Одессы. Муравьёв требовал от одесситов и городского главы выделить ему 10 000 000 рублей для обеспечения военных действий. Румыны тем временем продолжали уничтожение соединений большевиков, нанеся им серьёзный удар у Рыбницы. Несмотря на это, Муравьёв внёс предложение начать контрнаступление на Молдавию и Румынию, начав с них свершение мировой революции. Однако большевики не имели достаточных сил для наступления, а Антанта начала давление на румынскую сторону с требованиями прекратить огонь, и 8 марта был подписан «Протокол ликвидации русско-румынского конфликта».
Под контролем большевиков оставался небольшой участок в Южной Бессарабии и крупный город Белгород-Днестровский. После взятия Татарбунар румынская армия смогла развернуть наступление на этот город и подконтрольный большевикам участок.
18 февраля МНР вновь провозглашена независимым государством (де-юре не была признана ни одним государством).
Во второй половине февраля советские войска разбили румынские части на линии Резина—Шолданешты и нанесли удар в районе Кицкан. Румынское правительство было вынуждено пойти на переговоры с правительством РСФСР. Совместный протокол о ликвидации советско-румынского конфликта был подписан 5 марта румынской и 9 марта советской стороной. Соглашение состояло из девяти пунктов:
Положение чрезвычайно серьёзное. Войска бывшего фронта дезорганизованы, в действительности фронта нет, остались только штабы, место нахождения которых не выяснено. Надежда только на подкрепления извне. Одесский пролетариат дезорганизован и политически неграмотный. Не обращая внимания на то, что враг приближается к Одессе, они не думают волноваться. Отношение к делу очень холодное — специфически одесское…
Черноморский флот мною сосредоточен, и я вам говорю, что от ваших дворцов ничего не останется, если вы не придете мне на помощь! С камнем на шее я утоплю вас в воде и отдам семьи ваши на растерзание. Я знаю, что в ваших сундуках есть деньги. Я люблю начинать мирно… Дайте немного денег, будете с нами вместе… Я знаю этот город. Деньги есть. К сожалению, во многих городах находятся самозванцы-большевики, которые грабят, но я имею достаточно сил уничтожить их…
- В течение двух месяцев румынские войска покидают Бессарабию, и та возвращается под контроль российской стороны
- Сразу после подписания договора обеспечение порядка в регионе и недопущение анархии переходит местной милиции, а не румынским войскам, как это планировала румынская сторона
- Российская и румынская стороны обмениваются арестованными и пленниками
- Румыния не будет предпринимать военных действий по отношению к местному населению и Красной Армии
- Российская сторона должна предоставить Румынии излишек пищи, хранящейся на складах, после удовлетворения потребностей своих солдат
- В случае непредвиденной ситуации румынские войска имеют право искать убежище на территории, подконтрольной Красной Армии
- В случае совместных военных действий Красной Армии и румынских войск против третьей стороны (под ними подразумевались Центральные державы) между командованиями армиями должен быть установлен контакт
- В случае возникновения новых противоречий российская и румынская сторона должны их уладить путём переговоров при посредничестве США, Великобритании и Франции

С советской стороны соглашение подписали Х. Раковский, М. Брашеван, В. Юдовский и М. Муравьёв, а с румынской — министр иностранных дел и председатель совета министров А. Авереску. Однако этому соглашению не суждено было вступить в силу. В результате боёв с контрреволюционными силами Красной Армии пришлось отдалиться от Днестра, а Румыния не выполнила своих обязательств и взяла курс на присоединение Бессарабии, опираясь на поддержку крупных земельных собственников и политиков из Сфатул Цэрий.
На следующий день после подписания договора о прекращении огня Румыния порвала соглашение и заняла Белгород-Днестровский. Это обострило ситуацию вокруг Одессы, так как теперь Румыния полностью контролировала Бессарабию. Огонь постепенно сошёл на нет только к концу марта.

### Присоединение к Румынии
В марте 1918 года был опубликован проект конституции МДР, разработанный группой молдавских юристов. Он предусматривал в частности, что «Молдавская республика составляет независимое и неделимое государство, чья территория не может быть отчуждена», хотя реально МДР контролировала только часть своей территории.
Руководители Сфатул Цэрий И. Инкулец и Д. Чугуряну предприняли несколько поездок в Яссы с целью консультации по вопросу объединения Бессарабии с Румынией с румынским правительством, находившимся в этом городе, так как Бухарест был оккупирован немецкими войсками. В результате переговоров был разработан план, согласно которому вопрос о присоединении должен решаться Сфатул Цэрий, а не референдумом, и после присоединения Бессарабия сохранит статус провинциальной автономии, Сфатул Цэрий останется высшим органом власти и будет избираться всенародным голосованием.

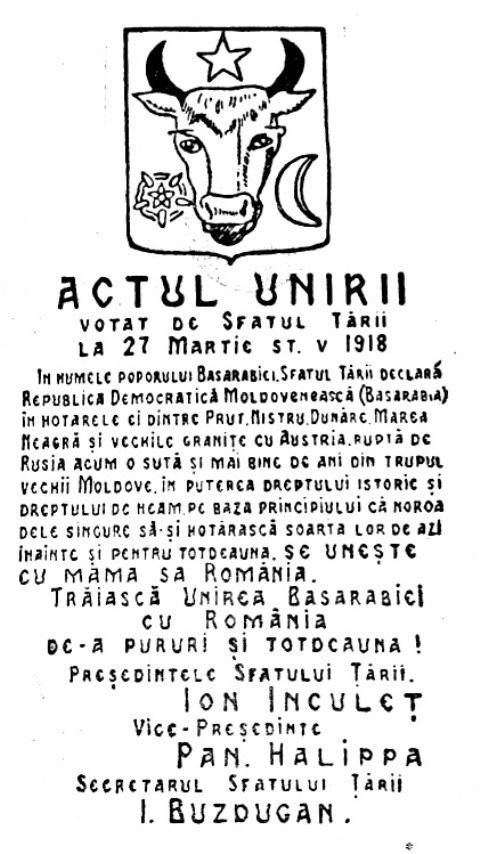
Декларация об объединении Бессарабии и Румынии

2 апреля президент и премьер-министр МНР, посетившие Яссы, поставлены в известность о том, что с согласия Антанты и Центральных держав Румыния собирается присоединить Бессарабию. 5 апреля им был передан конкретный план «условного присоединения», которое предполагалось превратить в переходную ступень к провозглашению окончательного присоединения Бессарабии к Румынии. Оба высших должностных лица МНР одобрили это намерение и отправились в Кишинёв готовить соответствующее решение Сфатул Цэрий.
27 марта (9 апреля) 1918 года состоялось историческое заседание Сфатул Цэрий. На нём был поставлен вопрос об объединении Бессарабии с Румынией на правах автономии. Во время голосования здание, где заседал Сфатул Цэрий, было окружено румынскими войсками с пулемётами, на самом голосовании присутствовали румынские военные власти. Представители немецкого, болгарского и гагаузского меньшинств заявили, что в этом вопросе воздерживаются от голосования, а также объявили голосование незаконным. Представитель крестьянской фракции В. Цыганко и представитель Русской культурной лиги А. Грекулов заявили, что вопрос объединения можно решить только путём всенародного референдума. Однако к их аргументам не прислушались, и было проведено открытое поимённое голосование. За присоединение проголосовало 86 депутатов, против — 3, воздержались — 38, отсутствовали на заседании — 13.
В регионе начались массовые забастовки и восстания. В апреле бастовали кишинёвские железнодорожники, в мае-июне железнодорожники всей Бессарабии. В Кишинёве, Тирасполе, Рыбнице и других городах прошли первомайские демонстрации. В Бендерах, Унгенах и Окнице были подожжены и взорваны артиллерийские склады интервентов. В Каменке и во многих сёлах имели место крестьянские волнения. На левом берегу Днестра активизировалось партизанское движение.
В ноябре началась подготовка к мирной конференции в Париже, на которой Румыния намеревалась добиться международного признания объединения. Румынское правительство организовало созыв Сфатул Цэрий с целью принятия решения о безоговорочном объединении Бессарабии с Румынией без каких бы то ни было условий об автономии. Перед открытием Сфатул Цэрий генеральный комиссар Бессарабии генерал Войтяну пригласил депутатов и убеждал их отказаться от автономии.
На заседании с 25 по 26 ноября 1918 года[календарный стиль?] при отсутствии кворума 45-ю голосами (из 125) было принято решение о безусловном присоединении Бессарабии к Румынии, ликвидировавшее все условия акта от 27 марта (9 апреля) 1918 года. Вскоре после принятия этого решения Сфатул Цэрий прекратил своё существование. Значительная часть депутатов выразила протест по этому поводу и даже направила меморандум румынскому правительству с требованиями восстановить автономию согласно акту от 27 марта, но их претензии не были приняты во внимание. 10 декабря король Румынии Фердинанд издал указ об упразднении МНР и роспуске Стафул Цэрий. В октябре 1920 года Парижским протоколом Великобритания, Франция, Италия и Япония поддержали аннексию. Следующие 22 года Бессарабия входила в состав Румынии.

### Хотинское восстание
В январе-феврале 1919 года примерно в 100 населённых пунктах Северной Бессарабии (главным образом в Хотинском и Сорокском уездах) вспыхнуло вооружённое восстание за освобождение от румынского господства.
Главной задачей румынских оккупационных войск было подавление украинского населения, которое не видело для себя перспективы развития в националистическом румынском государстве. Большая часть молдавского населения также была анатагонистически настроена по отношению к румынской власти. Это, а также суровый оккупационный режим и аграрная «реформа», по которой земли возвращались помещикам или подлежали выкупу, радикализировали оппозицию, вызвали массовое недовольство, а затем и вооружённое выступление народных масс.
Восстание началось стихийно отдельными вооружёнными выступлениями крестьян с ноября 1918 года. В дальнейшем две организации — «Национальный союз бессарабцев» и комитет «В защиту Бессарабии» начали готовить организованное выступление. Его основной силой были партизанские отряды, боровшиеся против режима австрогерманской оккупации и опиравшиеся на широкие слои крестьянского населения и отдельные группы вооружённых крестьян. В Хотинском восстании участвовали также рабочие и представители интеллигенции. Оно носило интернациональный характер: в рядах восставших сражались вместе украинские и молдавские трудящиеся.

### «Бессарабский вопрос»
Присоединение региона к Румынии повлекло возникновение «Бессарабского вопроса» — советско-румынского спора о принадлежности Бессарабии. Аргументами советской стороны было то, что Бессарабия до 1918 года никогда не входила в состав Румынии, и досталась России в 1812 году по итогам войны с Османской империей. Часть местного населения идентифицировала себя как молдаване и желала создания независимого национального молдавского государства или молдавской автономии. Также в крае проживали русские, украинцы, гагаузы, болгары, немцы и прочие народы, недовольные политикой Бухареста по отношению к ним. Румынская же сторона настаивала на окончательности волеизъявления народа в лице Сфатул Цэрий в 1918 году.
В 1940 году Бессарабия была присоединена к СССР.

## Экономическое положение

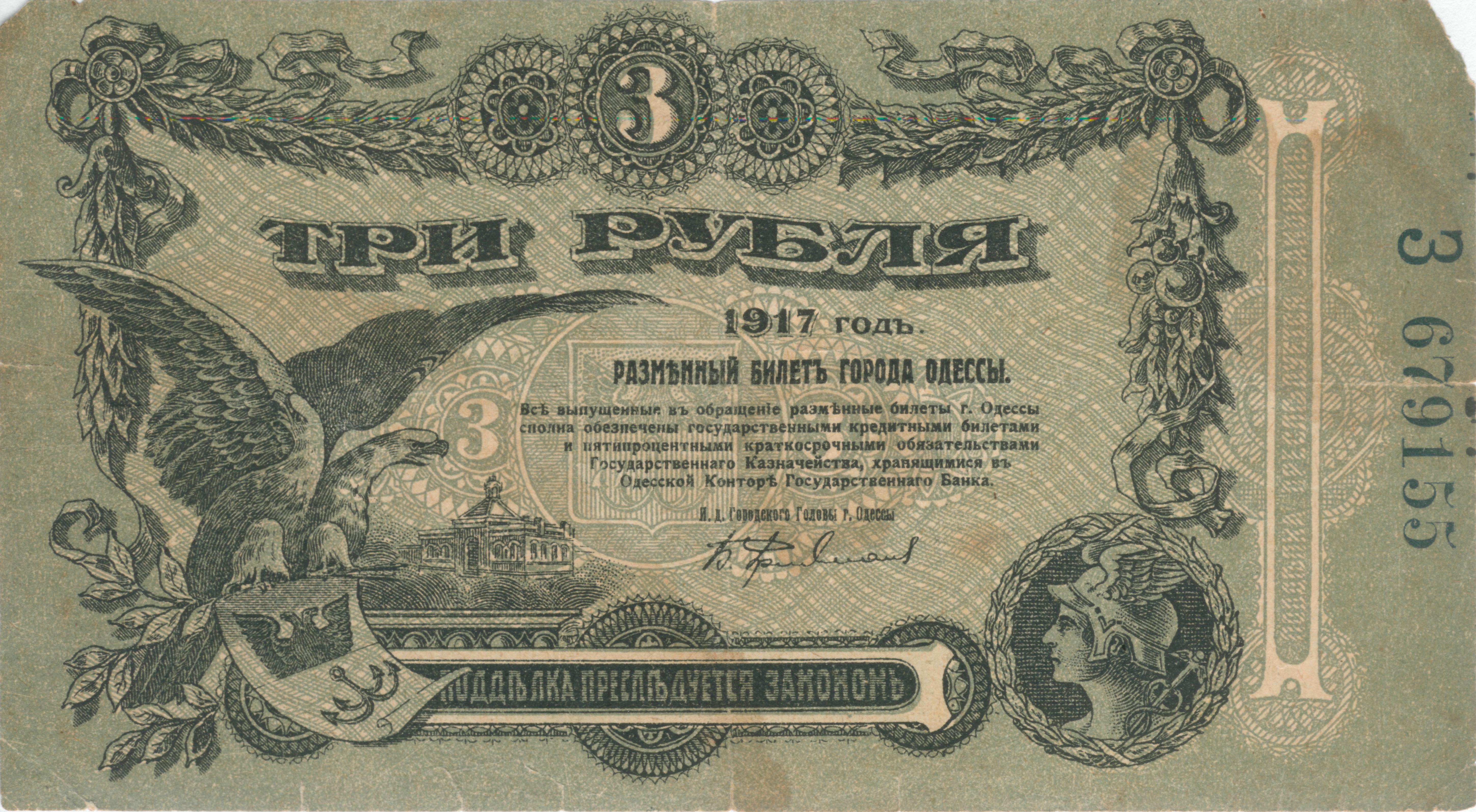
Деньги Одесской Советской Республики в конце 1917 — начале 1918 года обращались на севере Буджака

Экономика республики понесла урон в результате Первой мировой войны и Гражданской войны в России. Экономика региона ещё до Октябрьской революции была в плохом состоянии. По сравнению с 1913 годом в МДР число предприятий сократилось с 14 500 до 10 000, цены на товары выросли в среднем в 7—12 раз, а посевные площади сократились на 19 %. Значительное влияние на экономику Молдавии этого периода оказал отток рабочей силы. Работоспособных мужчин призывали в армию и отправляли на фронт, в связи с чем не хватало рабочих рук на полях и заводах. В стране в связи с кризисом было много спекулянтов; с ними боролись власти МДР.
Молдавия была аграрной страной. В сёлах после Октябрьской революции происходило перераспределение земель, в частности, раздел бывших помещичьих владений. Для осуществления этого на местах создавались специальные крестьянские комитеты.
На территории МДР находились военные склады с продовольствием, которыми пользовались в городах страны. Румыния, также понесшая урон в результате мировой войны, решила восстановить свою экономику за счёт бессарабской. Для этого румынские войска при вводе в Молдавию получили приказ конфисковать всё бывшее государственное имущество Российской империи. Позже договором от 9 марта 1918 года между российской и румынской сторонами этот процесс фактически был узаконен.

### На русском
- Молдавская народная республика : [арх. 21 октября 2022] / Шкундин Г. Д. // Меотская археологическая культура — Монголо-татарское нашествие. — М. : Большая российская энциклопедия, 2012. — С. 655. — (Большая российская энциклопедия : [в 35 т.] / гл. ред. Ю. С. Осипов ; 2004—2017, т. 20). — ISBN 978-5-85270-354-5.
- Дыков И. Г. Румчерод и борьба за установление Советской власти на Румынском фронте // Исторические записки. — М., 1956. — Т. 57.
- И. Э. Левит. Год судьбоносный. От провозглашения Молдавской Республики до ликвидации автономии Бессарабии. Ноябрь 1917 — ноябрь 1918. — Кишинёв: Центральная типография, 2000.
- Худяков В. В. В цветущих акациях город… Бендеры: люди, события, факты. — Бендеры: Полиграфист, 1999. — С. 108—112. — ISBN 5-88568-090-6.
- Молдавская Советская Социалистическая Республика. — Кишинёв: Главная редакция Молдавской Советской Энциклопедии, 1979. — С. 108—110.
- История Молдавской ССР. С древнейших времён до наших дней. — Кишинёв: Штиинца, 1982.
- История Республики Молдова. С древнейших времён до наших дней = Istoria Republicii Moldova: din cele mai vechi timpuri pină în zilele noastre / Ассоциация учёных Молдовы им. Н. Милеску-Спэтару. — изд. 2-е, переработанное и дополненное. — Кишинёв: Elan Poligraf, 2002. — С. 182—190. — 360 с. — ISBN 9975-9719-5-4.

### На румынском
- Alexandru V. Boldur. Istoria Basarabiei. — Bucureşti: Editura Victor Frunză, 1992.
- Alexandru Bobeica. Sfatul Ţării: stindard al renaşterii naţionale. — Chişinău: Universitas, 1993. — ISBN 5-362-01039-5.
- Ion Calafeteanu, Viorica-Pompilia Moisuc. Unirea Basarabiei şi a Bucovinei cu România 1917—1918: documente. — Chişinău: Hyperion, 1995.
- Ştefan Ciobanu, Unirea Basarabiei : studiu şi documente cu privire la mişarea naţională din Basarabia în anii 1917—1918, Universitas, Chişinău, 1993 ISBN 5-362-01025-5 // Alfa, Iaşi, 2001
- Gheorghe E. Cojocaru, Sfatul ţării: itinerar, Civitas, Chişinău, 1998 , ISBN 9975-936-20-2
- Dinu Postarencu, O Istorie a Basarabiei în date si documente (1812—1940), Editura Cartier, Chişinău, 1998
- Marin C. Stănescu, Armata româna si unirea Basarabiei şi Bucovinei cu România : 1917—1919, Ex Ponto, Constanţa, 1999, ISBN 973-9385-75-3
- Mihai Taşcă, Sfatul Ţării şi actualele autorităţi locale, Timpul, no. 114 (849), June 27, 2008 (pag. 16)
- Ion Ţurcanu, Unirea Basarabiei cu România : 1918 : preludii, premise, realizari, Tipografia Centrală, Chişinău, 1998, ISBN 9975-923-71-2